# Лаке, Райнхольд
Райнхольд Лаке́ (нем. Reinhold фр. Laquai; 1 мая 1894, Мольфетта — 3 октября 1957, Оберриден) — швейцарский композитор.
Сын химика Иоганна Георга Вильгельма Лаке. В 1908—1915 гг. учился в Цюрихской консерватории у Фолькмара Андреэ и Лотара Кемптера (композиция), Роберта Фройнда и Пауля Отто Мёккеля (фортепиано), Иоганнеса Луца (орган). Затем совершенствовался в Берлине под руководством Ферруччо Бузони. В 1916—1918 гг. лечился на горном курорте в Лезене, затем вернулся в Цюрих, где в 1920—1955 гг. был органистом Французской протестантской церкви и преподавал в консерватории фортепиано, контрапункт и чтение партитур. Как пианист выступал в составе камерного ансамбля под руководством Белы Сигети и, реже, как солист.
Обширное композиторское наследие Лаке по большей части осталось неизданным, исключение представляют два ранних струнных трио, Увертюра к одной старинной комедии (нем. Ouvertüre zu eine alten Komödie; 1922) для оркестра и два цикла песен на стихи Германа Гессе. Сформировавшись под влиянием Бузони и Макса Регера, Лаке принадлежал к умеренно консервативному крылу швейцарских музыкантов, а в поздний период тяготел к неоклассицизму, сближаясь в этом отношении с Отмаром Шёком.